# Reyes syndrom
Reyes syndrom är en potentiellt dödlig men mycket sällsynt sjukdom som kan drabba barn under tiden de tillfrisknar från någon virusinfektion, såsom influensa, förkylning, vattkoppor. Den har en skadlig verkan på ett antal organ, särskilt hjärna och lever.
Läkare varnar för att ge acetylsalicylsyra till barn under 18 år eftersom detta tros kunna utlösa Reyes syndrom. 
Eftersom sjukdomen är mycket ovanlig är det ont om fall för forskningen att studera. Idag vet man inte varför vissa drabbas av sjukdomen, men den har kopplats samman med intag av acetylsalicylsyra i kombination med virusinfektioner som vattkoppor och influensa.
Sjukdomen är uppkallad efter den australiske läkaren Douglas Reye, som tillsammans med kollegorna Graeme Morgan och Jim Baral publicerade den första studien av sjukdomen 1963 i den brittiska medicinska tidskriften The Lancet.

## Symtom
- diarré och ibland även kräkning
- andningssvårigheter
- dåsighet eller letargi
- hyperaktivitetsstörningar
- anfall av något slag, exempelvis epileptiskt anfall
- koma